# 1200

## Родени
- Бертхолд I фон Тек
- Лудвиг III фон Йотинген
- Лудвиг IV (Тюрингия)
- Улрих фон Лихтенщайн
- Филип I фон Фалкенщайн
- Хадевейх
- Хайнрих II фон Изенбург
- Марчело ди Чинтио

## Починали
- Адалберт III Бохемски
- Ана Неманич
- Йоан Дука Ангел
- Конрад I Вителсбах
- Джу Си
- Хайнрих I (Арнсберг)
- Хайнрих II (Салм)